# Picapauzinho-barrado
O picapauzinho-barrado (Picumnus cirratus) é uma espécie de ave da família dos pica-paus.  Pode ser encontrada no sudeste do Brasil, mais especificamente do sul e oeste do Pantanal, sudeste da Bolívia, Paraguai e norte da Argentina. Uma população disjunta ocorre nas partes costeiras da Guiana Francesa, ao sul do estado brasileiro do Amapá e a oeste do baixo rio Amazonas até ao redor do rio Tapajós. Uma pequena população aparentemente isolada é encontrada no sul da Guiana e nas adjacências de Roraima. Seus habitats naturais são florestas subtropicais ou tropicais secas, florestas subtropicais ou tropicais úmidas de várzea e florestas degradadas.

## Taxonomia
O picapauzinho-barrado foi descrito pela primeira vez em 1825 pelo zoólogo neerlandês Coenraad Jacob Temminck. Foi batizado de Picumnus cirratus, o nome específico que significa "cabeça encaracolada", cirrus sendo o latim para um "anelzinho ou cacho." Estudos moleculares mostram que esta é a espécie irmã de P. temminckii e também intimamente relacionada a P. dorbignyanus, e em diferentes momentos essas espécies foram tratadas como sinônimos. Seis subespécies são reconhecidas: P. c. confusus, encontrada no sudoeste da Guiana, norte do Brasil e Guiana Francesa; P. c. macconnelli, encontrada na região leste da Amazônia e no nordeste do Brasil; P. c. thamnophiloides, encontrada no sudeste da Bolívia e nordeste da Argentina; P. c. tucumanus, encontrada no noroeste da Argentina; P. c. pilcomayensis, encontrada no sudeste da Bolívia, Paraguai e nordeste da Argentina; e a subespécie P. c. cirratus, encontrada no sudeste do Brasil, sul de Mato Grosso e leste do Paraguai.
A taxonomia desta espécie é difícil; as raças pilcomayensis, thamnophiloides e tucumanus se integram no norte da Argentina e às vezes são consideradas uma espécie separada, e pilcomayensis se integra com cirratus no leste do Paraguai. As subespécies do norte, confusus e macconnelli, também podem ser uma espécie distinta. O picapauzinho-barrado também hibridiza amplamente com várias outras espécies de pica-paus onde seus intervalos se sobrepõem; estes incluem: picapauzinho-da-várzea (Picumnus varzeae) ao longo do rio Amazonas, picapauzinho-de-coleira (Picumnus temminckii) no sudeste do Brasil, pica-pau ocelado (Picumnus dorbignyanus) e picapauzinho-escamoso (Picumnus albosquamatus), ambos na Bolívia.

## Descrição
O picapauzinho-barrado mede entre nove e dez centímetros de comprimento. Os sexos diferem porque o macho tem listras vermelhas ou uma mancha vermelha sólida na parte anterior da coroa, enquanto a fêmea não tem. O resto da coroa é preta, salpicada de branco. As partes superiores do corpo são bronzeadas ou marrom-oliva, ligeiramente barradas de branco, e as principais penas das asas são marrom-chocolate. A cobertura das orelhas e as bochechas são marrom-oliva e há uma faixa branca acima ou atrás dos olhos. A parte inferior das bochechas, queixo e garganta são brancas, ligeiramente marcadas de preto. As partes inferiores são brancas ou creme, ousadamente barradas de preto, sendo as listras mais largas na barriga e nos flancos. A cauda é marrom chocolate, exceto pelo par de penas centrais, que são brancas, e os dois pares externos, que têm as teias internas brancas perto da ponta. A íris é marrom e o anel orbital cinza-azulado.

## Distribuição ehabitat
Existem duas subpopulações diferentes desta ave em cada extremo da América do Sul. A população do norte está localizada na Guiana, noroeste da Guiana Francesa e norte do Brasil. A população do sul está no sudeste do Brasil, leste da Bolívia, leste do Paraguai e norte da Argentina. O picapauzinho-barrado ocupa vários habitats, incluindo floresta úmida e seca, orlas da floresta, matagais, florestas de galeria, savana arborizada, arbustos, touceiras de bambu, videiras, trepadeiras e parques e jardins cobertos de mato em altitudes de até cerca de 2.200 metros. É uma espécie residente e sedentária.

## Ecologia
O picapauzinho-barrado geralmente se alimenta sozinho, mas pode se juntar em pequenos bandos de espécies mistas. Alimenta-se de formigas, suas larvas e ovos, larvas de besouro e outros pequenos invertebrados. Ele faz furos na madeira e também pode se alimentar da seiva que escorre das marcas de perfuração. Às vezes segue formigas enxameando. As raças do norte se reproduzem entre julho e dezembro, enquanto as raças do sul o fazem entre setembro e março. O ninho é um buraco em uma árvore a poucos metros do solo.

## Status
Este pássaro tem um alcance muito grande e é descrito como sendo comum. Acredita-se que a população esteja em declínio lento, devido à destruição contínua da floresta tropical, mas isso não está acontecendo a um ritmo que torne a espécie vulnerável, e a União Internacional para a Conservação da Natureza avaliou seu estado de conservação como "pouco preocupante".